# Déclaration valencianiste de 1918
La déclaration valencianiste de 1918 (en valencien declaració Valencianista de 1918) est un manifeste politique valencianiste publié le 14 novembre 1918 en première page du journal La Correspondencia de Valencia.
Précédée d'un article sur trois colonnes intitulé « Valencianismo » (« Valencianisme »), elle marque une étape importante de la pensée valencianiste.

## Présentation
Le document expose huit principes constituant, aux yeux de ses auteurs, autant de points de revendication basiques sur lesquels doit reposer l'action politique valencianiste. Les principes exposés peuvent être regroupés en quatre blocs : positionnement conceptuel (bases 1 et 2), relation avec l'État central (3 et 4), régime interne (5, 6 et 7) et relations entre États fédérés (point 8),.
Chaque principe fut respectivement commenté par différentes membres des organisations signataires du manifeste dans des articles publiés dans le même journal entre le 16 novembre et le 7 décembre 1918. Les commentateurs et les dates de publication des articles furent respectivement :
- 1. Eduard Martínez-Sabater i Seguí, 16 novembre 1918 ;
- 2. Ignasi Villalonga Villalba, 18 novembre 1918[3] ;
- 3. Josep Garcia Conejos, 20 novembre 1918 ;
- 4. Eduard Martínez i Ferrando, 24 novembre 1918 ;
- 5. Pasqual Asins i Lerma, 27 novembre 1918 ;
- 6. Salvador Ferrandis i Luna, 29 novembre 1918 ;
- 7. Maximilià Thous i Orts, 29 novembre 1918 ;
- 8. Lluís Cebrian Ibors, 7 décembre 1918.

## Postérité et influence
Les journaux alicantins La Región et Diario de Alicante reproduisirent le manifeste les 16 et 18 novembre, respectivement. L'année suivante, Unió Valencianista Regional (UVR) édita un opuscule intitulé El pensament valencianiste. Declaració oficial i comentaris, reprenant les bases de la déclaration ainsi que les commentaires.
La déclaration suppose un point d'inflexion dans l'histoire du valencianisme et une radicalisation sans précédent des postulats du mouvement,. Dans un climat d'optimisme généralisé pour les mouvements de construction nationale dans toute l'Europe, elle fut impulsée par UVR et Joventut Valencianista dans l'intention d'influencer les courants et forces politiques actifs au Pays valencien, dans un esprit de consensus.